# Frank Nullmeier

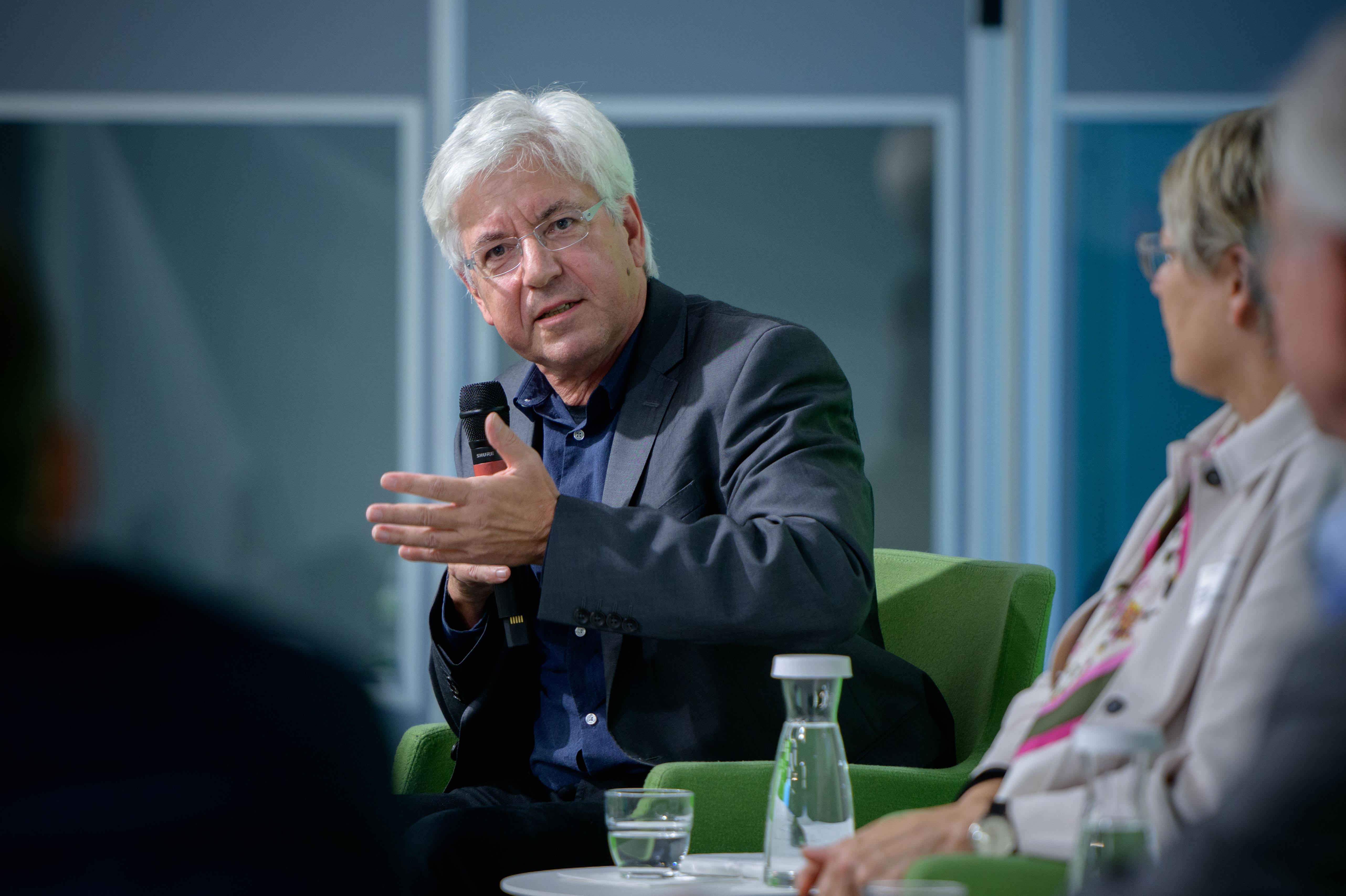
Frank Nullmeier, 2022

Frank Nullmeier (* 10. Juni 1957 in Duisburg) ist Professor für Politikwissenschaft an der Universität Bremen und Leiter der Abteilung Theorie und Verfassung des Wohlfahrtsstaates des Zentrums für Sozialpolitik und war eines der Mitglieder der Rürup-Kommission.

## Biografie
Nullmeier studierte von 1975 bis 1981 Politikwissenschaft, Volkswirtschaftslehre, Soziologie, Öffentliches Recht und Philosophie an der Universität Hamburg, wo er als Diplom-Politologe sein Studium beendete (Diplomarbeit: Dezentralisation als politisches Konzept der Ökologiebewegung).
Nach der Mitarbeit an der Erstellung eines finanzwissenschaftlichen Gutachtens im Auftrag der Freien und Hansestadt Hamburg Anfang 1981 war er bis 1985 wissenschaftlicher Mitarbeiter des Instituts für Finanzwissenschaft der Universität Hamburg (Gunther Engelhardt) und arbeitete an Lehr- und Forschungsprojekten unter anderem zur „Haushaltsplanung im Planspiel“ mit.
Von 1985 an war er Lehrbeauftragter im Fach Politische Wissenschaft an der Universität Hamburg, diese Stelle bekleidete er bis 1988.
Von 1987 an arbeitete er als wissenschaftlicher Mitarbeiter im DFG-Forschungsprojekt Die Leistungen der gesetzlichen Rentenversicherung für den Arbeitsmarkt im demographischen, sozialen und ökonomischen Wandel  und Lehrbeauftragter am Institut für Politische Wissenschaft der Universität Hannover.
1990 wurde er an der Universität Hamburg mit der Arbeit Von Max Weber zu Konzepten einer Wissens- und Intelligenzpolitologie zum Dr. rer. pol. promoviert. Danach war er bis 1997 Hochschulassistent am Institut für Politische Wissenschaft der Universität Hamburg. 1998 wurde er mit der Arbeit Zwischen Neid und sozialer Wertschätzung – Zu einer politischen Theorie des Sozialstaats an der Universität Hamburg habilitiert.
Im November 1996 bekam er zusammen mit Friedbert W. Rüb die Heinrich-Lönendonk-Medaille der Vereinigung der Sozialrechtslehrer für die Schrift Die Transformation der Sozialpolitik – Vom Sozialstaat zum Sicherungsstaat verliehen.
Von 1997 bis 2000 erhielt er die wissenschaftliche Leitung und Geschäftsführung des von der Volkswagenstiftung geförderten Projektes Universitätsentwicklung der Universität Hamburg. Im selben Jahr vertrat er den Lehrstuhl für Sozialpolitik an der Universität Konstanz (Professor Alber).
Von 2000 bis 2002 war er Professor für Politikwissenschaft an der Universität Essen, seit 2002 schließlich ist er Professor für Politikwissenschaft an der Universität Bremen und Leiter der Abteilung Theorie und Verfassung des Wohlfahrtsstaates des Zentrums für Sozialpolitik. Ebenfalls seit 2002 gehört Nullmeier der Rürup-Kommission an.
Bis 2023 gehörte Nullmeier lange Zeit dem Wissenschaftlichen Beirat des Sozialwissenschaftlichen Instituts der EKD an.

### Wirken
Während sich Nullmeier zu Beginn seiner wissenschaftlichen Karriere vor allem mit finanzwissenschaftlichen Fragestellungen befasste und sein Interesse danach unter anderem auf die Betrachtung des Parteiensystems richtete, so liegt sein Schwerpunkt nun bereits seit einigen Jahren im Bereich der Betrachtung, Analyse und Reform des Sozialstaates.
Einen Namen gemacht hat sich Nullmeier vor allem in Bezug auf die Diskussion um die Bürger- bzw. Zivilgesellschaft und seit 2002 auch im Rahmen seiner Tätigkeit in der Kommission für die Nachhaltigkeit in der Finanzierung der sozialen Sicherungssysteme (sog. „Rürup-Kommission“).
Von ihm stammt auch ein Vorschlag in Bezug auf die Reform der Finanzierung des Gesundheitssystems mittels einer Synthese aus einkommensabhängigen Beiträgen und Pauschalprämien. Diese Beträge sollten direkt von den Finanzämtern eingezogen werden, welche den Krankenversicherten im Gegenzug einen Gutschein ausstellen sollen, mit dem sie sich bei einer Krankenkasse ihrer Wahl versichern könnten. Durch dieses System erhofft sich Nullmeier einen unverzerrten Wettbewerb unter den Krankenkassen.
Den Schwerpunkt seiner wissenschaftlichen Arbeit kann man grob in der kritischen Analyse des Sozialstaates festlegen, den er sowohl sehr allgemein (wie in „Politische Theorie des Sozialstaats“, 2000) als auch sehr detailliert (wie in „Mikro-Policy-Analyse – Ethnographische Politikforschung am Beispiel Hochschulpolitik“, 2003) betrachtet.

### Arbeitsschwerpunkte
- Sozialstaatstheorie
- Sozial-, insbesondere Alterssicherungspolitik sowie Policy-Forschung
- Verwaltungswissenschaft
- politische Theorie
- Parteienforschung

## Bibliographie (Auswahl)
- Frank Nullmeier, Friedbert W. Rüb: Die Transformation der Sozialpolitik. Vom Sozialstaat zum Sicherungsstaat.  Campus, Frankfurt am Main 1993.
- Frank Nullmeier (Herausgeber zus. mit Ansgar Klein): Masse, Macht, Emotionen. Westdeutscher Verlag, Opladen 1999.
- Frank Nullmeier: Politische Theorie des Sozialstaats. Frankfurt  am Main und New York 2000.
- Frank Nullmeier und Thomas Saretzki (Hg.): Jenseits des Regierungsalltags. Strategiefähigkeit politischer Parteien. Campus Verlag 2002.
- Frank Nullmeier (zusammen mit Tanja Pritzlaff und Achim Wiesner): Mikro-Policy-Analyse. Ethnographische Politikforschung am Beispiel Hochschulpolitik. Frankfurt am Main und New York 2003.